# Aconitum ambiguum
Aconitum ambiguum  är en ranunkelväxt. Aconitum ambiguum ingår i släktet stormhattar, och familjen ranunkelväxter.

## Underarter
Arten delas in i följande underarter:
- Aconitum ambiguum ssp. ambiguum (Accepterat namn)
- Aconitum ambiguum ssp. baicalense (Turcz. ex Rapaics) Vorosch
- Aconitum ambiguum jacuticum
- Aconitum ambiguum f. multisectum S.H.Li & Y.H.Huang, 1975 (Synonym till Aconitum ambiguum ssp. ambiguum)